# Asaphidion yukonense
Asaphidion yukonense är en skalbaggsart som beskrevs av Henry Frederick Wickham. Asaphidion yukonense ingår i släktet Asaphidion och familjen jordlöpare. Inga underarter finns listade i Catalogue of Life.

## Bildgalleri

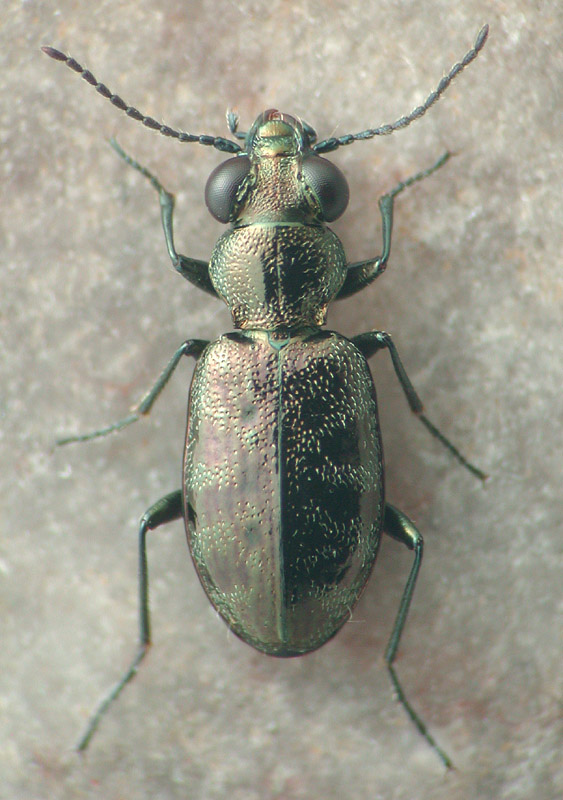